# Rubidi-82 chloride
Rubidi-82 chloride là một dạng rubidi chloride có chứa.đồng vị phóng xạ của rubidi. Nó được bán trên thị trường dưới tên thương hiệu Cardiogen-82 bởi Bracco Diagnostics để sử dụng trong hình ảnh tưới máu cơ tim. Nó nhanh chóng được đưa lên bởi các tế bào cơ tim, và do đó có thể được sử dụng để xác định các vùng cơ tim đang nhận được lưu lượng máu kém trong một kỹ thuật gọi là hình ảnh tưới máu PET. Chu kỳ bán rã của rubidi-82 chỉ là 1,27 phút; nó thường được sản xuất tại nơi sử dụng bởi các máy phát rubidi.